# Daisuke Matsumoto (Fußballspieler)
Daisuke Matsumoto (japanisch 松本 大輔 Matsumoto Daisuke; * 10. September 1998) ist ein japanischer Fußballspieler.

## Karriere
Daisuke Matsumoto erlernte das Fußballspielen in den Jugendmannschaften vom Regista FC und Minowa West FC, der Schulmannschaft der Teikyo Daini High School sowie in der Universitätsmannschaft der Chūō-Universität. Die Saison 2020 wurde er von der Universität an Sagan Tosu ausgeliehen. Der Verein aus Tosu spielte in der höchsten japanischen Liga, der J1 League. Nach der Ausleihe wurde er am 1. Februar 2021 fest von Sagan unter Vertrag genommen. Sein Erstligadebüt gab Daisuke Matsumoto am 7. April 2021 im Auswärtsspiel gegen Kawasaki Frontale. Hier wurde er in der 61. Minute für Noriyoshi Sakai eingewechselt. 2021 absolvierte er zwei Erstligaspiele. Im Februar 2022 wechselte er auf Leihbasis zum Zweitligisten Zweigen Kanazawa. Für den Verein aus Kanazawa bestritt er zwanzig Zweitligaspiele. Die Hinrunde der Saison 2023 wurde er an den ebenfalls in der zweiten Liga spielenden Renofa Yamaguchi FC ausgeliehen. Für den Verein aus Yamaguchi bestritt er 14 Ligaspiele. Ende Juli 2023 kehrte er nach der Ausleihe zu Sagan Tosu zurück. Anfang August 2023 verpflichtete ihn der Zweitligist FC Machida Zelvia. Am Ende der Saison 2023 feierte er mit Machida die Zweitligameisterschaft sowie den Aufstieg in die erste Liga.

## Erfolge
FC Machida Zelvia
- Japanischer Zweitligameister: 2023  ▲